# Bies (Slawische Mythologie)

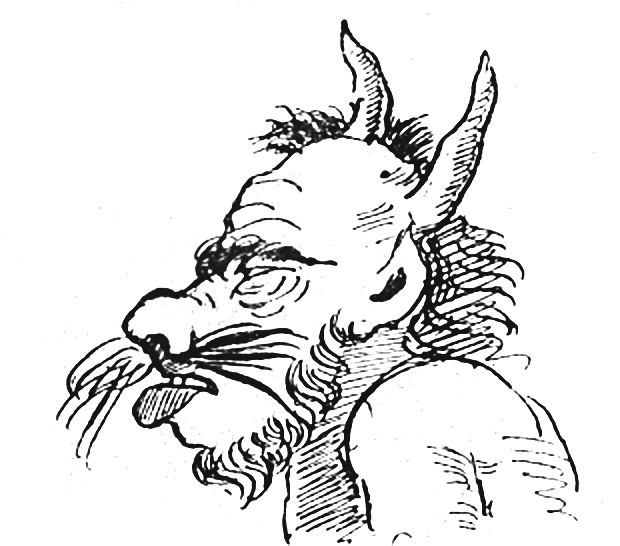
Zeichnung eines Bies von Alexander Puschkin (1831)

Bies (Plural Biesy) ist ein Dämon aus der slawischen Mythologie.
In altslawischen mythologischen Darstellungen sind Biesy böse Geister, niedere dämonische Charaktere und Personifizierungen menschenfeindlicher Kräfte, die alle Arten von übermenschlichen Fähigkeiten haben. Die Etymologie des Begriffs ist mit dem slawischen Verb bojus (fürchten) verbunden, das wiederum vom indogermanischen bhoidhos stammt. In sprachlichen Varianten heißen sie auf Russisch Bes und auf Ukrainisch Bis.
Biesy hatten kein festes Bild. In der Folklore kombinierten sie menschliche und tierische Merkmale. Zu den Biesy zählen die Geister gefährlicher Orte, die je nach Lebensraum andere Bezeichnungen haben.
Nach der Christianisierung der Rus wurde das Wort Bies von der christlichen Tradition aus der heidnischen Terminologie übernommen. Bei der Übersetzung der Bibel wurde es als Gegenstück zum hebräischen „שֵׁד“ und dem griechischen „δαίμονας“ verwendet, die beide „Dämon“ bedeuten. Alte heidnische Ideen wurden durch die christliche Bedeutung verdrängt. Dämonen wurden als Diener oder Inkarnationen Satans interpretiert, die Menschen zur Sünde verführen. In der christlichen Kunst überwiegen zoomorphe Darstellungen von Dämonen als kleine, mit Fell bedeckte Kreaturen mit Hörnern,  einem Schwanz und Hufen oder Klauen an den Gliedmaßen und oft mit Flügeln.
Ein Bies taucht als Figur in Alexander Puschkins Märchen vom Popen und seinem Knecht Balda von 1830 auf.